# Toni Branca
Toni Branca, all'anagrafe Antonio Branca (Sion, 15 settembre 1916 – Sierre, 10 maggio 1985), è stato un pilota automobilistico svizzero.
Corse in Formula 1 nelle stagioni 1950 e 1951, disputando in tutto 3 Gran Premi a bordo di vetture Maserati.

## Carriera
Branca iniziò la propria carriera grazie soprattutto ai finanziamenti di una contessa belga, sua ammiratrice. Nel 1950 fece il proprio debutto in Formula 1 guidando una Maserati privata disputando il Gran Premio di Svizzera e il successivo Gran Premio delle Nazioni, stavolta su Gordini, pur senza ottenere risultati rilevanti. Successivamente ottenne discreti risultati nelle gare minori, mentre nel campionato di Formula 2, a cui prendeva parte, non andò mai oltre un quarto posto. Ottenne poi un decimo posto al Gran Premio del Belgio.
Nel 1951 prese parte alla sola gara in Germania e a fine anno decise di ritirarsi dalle corse di alto livello.
Negli anni seguenti gareggiò nelle corse in salita e partecipò due volte alla 24 Ore di Le Mans senza mai concludere l'evento.

## Risultati in Formula 1
| 1950 | Scuderia       | Vettura       |  |  |  |    |    |  |  |  | Punti | Pos. |
| ---- | -------------- | ------------- |  |  |  | -- | -- |  |  |  | ----- | ---- |
| 1950 | Pilota privato | Maserati 4CLT |  |  |  | 11 | 10 |  |  |  | 0     |      |

| 1951 | Scuderia       | Vettura                   |  |  |  |  |  |     |  |  | Punti | Pos. |
| ---- | -------------- | ------------------------- |  |  |  |  |  | --- |  |  | ----- | ---- |
| 1951 | Pilota privato | Maserati Maserati 4CLT/48 |  |  |  |  |  | Rit |  |  | 0     |      |

| Legenda | 1º posto     | 2º posto | 3º posto    | A punti         | Senza punti/Non class.  | Grassetto – Pole position Corsivo – Giro più veloce |
| Legenda | Squalificato | Ritirato | Non partito | Non qualificato | Solo prove/Terzo pilota | Grassetto – Pole position Corsivo – Giro più veloce |